# Гезундбруннен (Баутцен)

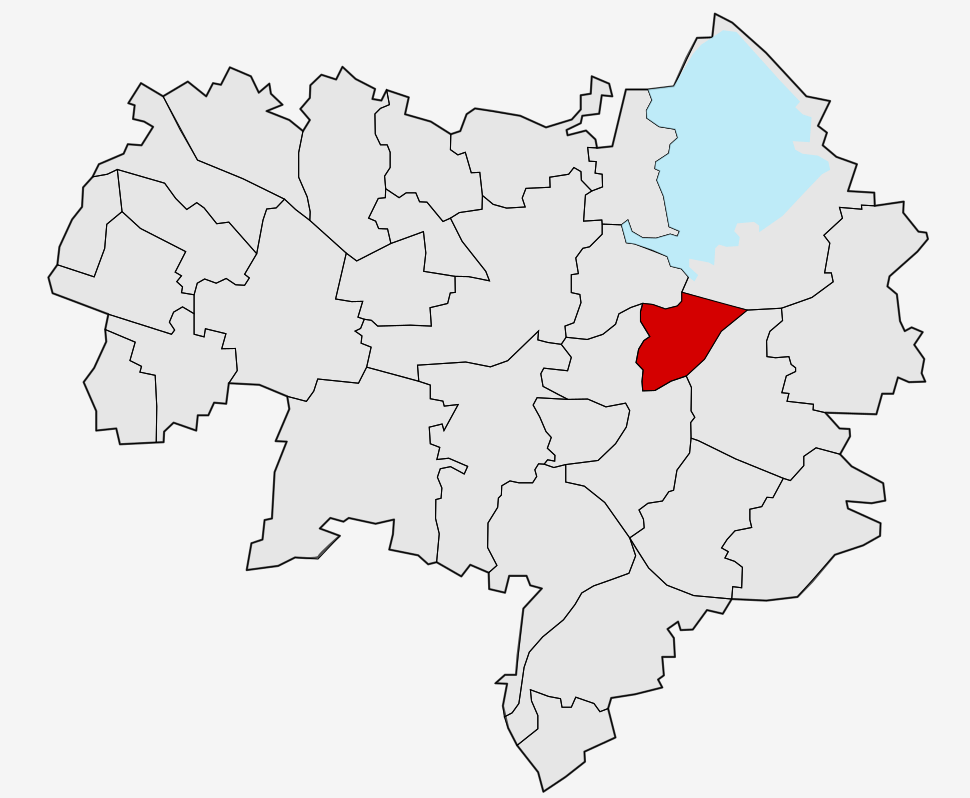
Гезундбруннен на городской карте Баутцена

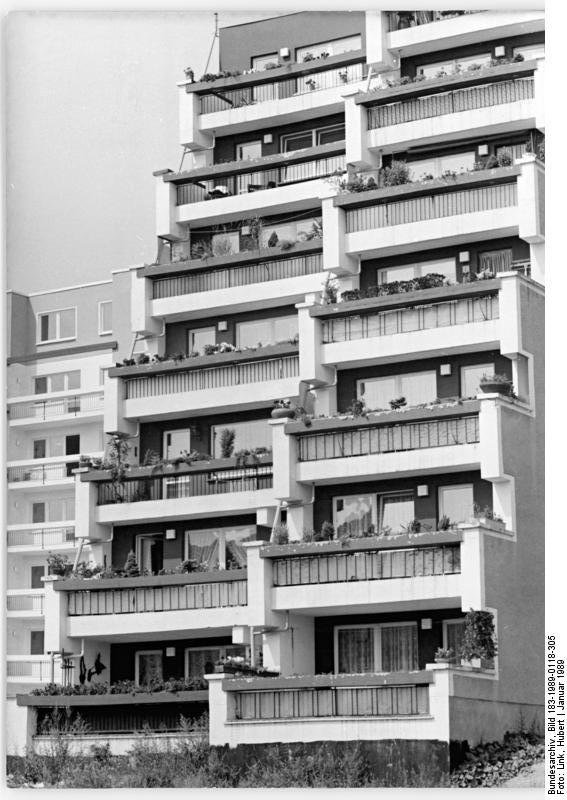
Каскадный дом, построенный во времена ГДР

Гезу́ндбруннен или Стро́вотна-Сту́дня (нем. Gesundbrunnen; в.-луж. Strowotna studnjaо файле) — район исторического центра Баутцена, Германия.

## География
Гезундбруннен расположен на правом берегу Шпрее при впадении реки в Баутценское водохранилище в северо-восточной части исторического центра Баутцена. Район ограничен на севере автомагистралью A4, далее граница Гезундбруннена идёт с севера на запад по улицам Muskauer Straße (Mužakowska), Gesundbrunnenring (Wobkruh Strowotneje studnje), Juri-Gagarin-Straße (Jurija Gagarinowa) до выхода на берег Шпрее.
На западе Гезундбруннен граничит с районами Тайхниц (Чихоньца) и Бурк (Борк), на востоке — с районом Надельвиц (Наджанецы), на юге и на западе — с районом Нордостринг (Северовуходны-Вобкруг).

## История
Гезундбруннен впервые упоминается в XVI веке. В 1551 году около городской мужской больницы был оборудован родник. Жители Баутцена считали воды этого родника целебными и возле него стало формироваться с XVI века поселение. От этого же родника произошло названием населённого пункта Гезундборн (Gesundborn).
В 1960-е годы во времена ГДР в Гезундбруннене началось масштабное жилищное строительство. С 1975 по 1987 года в районе было построено около шести тысяч квартир. Строительные элементы жилых домов поступали с завода «Plattenwerk Bautzen», оборудованного советской техникой. Этот завод обеспечивал строительными частями весь Дрезденский район. Также использовались элементы с заводов «VEB Housing» и «VEB Tiefbau». В 1988 году завершилось строительство одно из самого известного дома под названием «Kaufhaus Kaskade», построенного каскадным методом.
В 2002 году в Гезундбруннене была построена городская пожарная часть и в 2005 году — бассейн «Röhrscheidtbad».

## Население
В районной топонимике, помимо немецкого языка, также широко используется верхнелужицкий язык.
В настоящее время Баутцен входит в состав культурно-территориальной автономии «Лужицкая поселенческая область», на территории которой действуют законодательные акты земель Саксонии и Бранденбурга, содействующие сохранению лужицких языков и культуры лужичан.
Самый густонаселённый район Баутцена. Здесь проживает примерно пятая часть жителей Баутцена на территории в 1,6 % от площади города. По состоянию на 31 декабря 2020 года численность населения района составляла 6632 человек.
| 1980 | 1988  | 1989  | 1994  | 1997  | 2000 | 2010 | 2015 | 2020 |
| ---- | ----- | ----- | ----- | ----- | ---- | ---- | ---- | ---- |
| 2934 | 15445 | 15237 | 13761 | 11828 | 9117 | 7832 | 7332 | 6632 |

## Достопримечательности
Культурные памятники федеральной земли Саксония
Всего в Гезундбруннене находятся пять объекта памятников культуры и истории:
| № | Объект | Немецкое наименование                                                                                          | Датировка             | Месторасположение                                                | Номер объекта в реестре | Фото |
| - | --- | --- | --------------------- | ---------------------------------------------------------------- | ----------------------- | ---- |
| 1 | Камень с крестом | Kreuzstein | Позднее средневековье | На пересечении улиц Muskauer Straße и Ecke Thomas-Müntzer-Straße | 09250242                |      |
| 2 | Бывшее государственное пенитенциарное учреждение Королевства Саксония; позднее — тюрьма Баутцен I                                          | Ehemalige Königlich-Sächsische Landesstrafvollzugsanstalt; Sachgesamtheit Strafvoll-zugsanstalt Bautzen I      | 1903 — 1930           | Breitscheidstraße 4                                              | 09250242                |      |
| 3 | Церковь с церковным убранством, дом I, дом II, дом III, дом IV (больница), кухня, прачечная, дымоход на территории бывшей тюрьмы Баутцен I | Kirche mit Kirchenausstattung, Haus I, Haus II, Haus III, Haus IV (Krankenhaus), Küche, Wäscherei, Schornstein | 1900 — 1904           | Breitscheidstraße 4                                              | 09250715                |      |
| 4 | Иудейское кладбище | Jüdischer Friedhof                                                                                             | около 1900 года       | Muskauer Straße 67                                               | 09250245                |      |
| 5 | Мемориал жертвам нацизма | Gedenkstätte für die Opfer des Faschismus                                                                      | 1945 год              | Muskauer Straße 67                                               | 09302892                |      |